# Malaxis cipoensis
Malaxis cipoensis là một loài thực vật có hoa trong họ Lan. Loài này được F.Barros mô tả khoa học đầu tiên năm 1996.